# Mariä Himmelfahrt (Stadlern)
Die Wallfahrtskirche Mariä Himmelfahrt ist die römisch-katholische Kirche von Stadlern im Oberpfälzer Landkreis Schwandorf (Bayern).

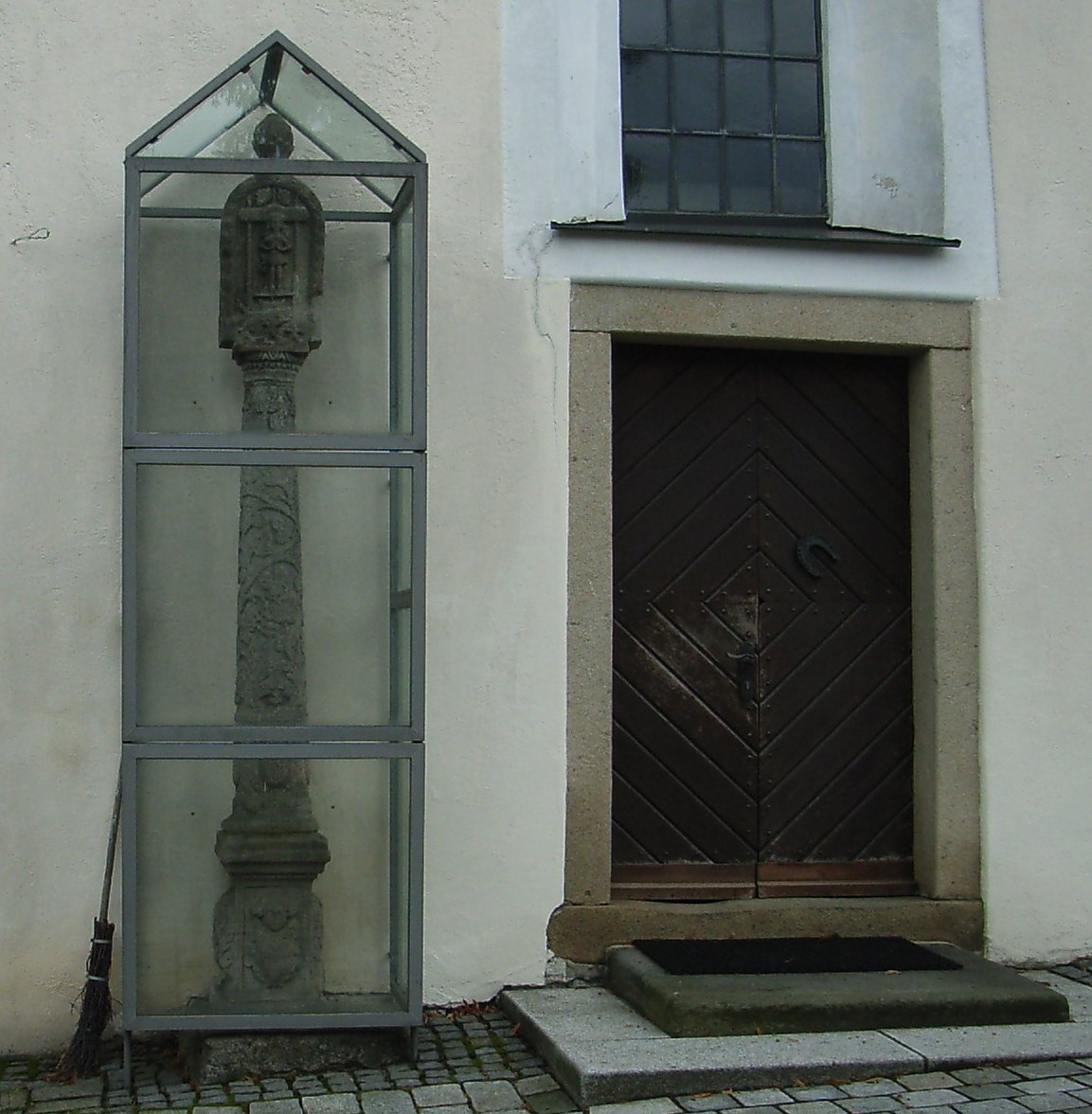
Stadlerner Wallfahrtskirche, Granitsäule und Hufeisen an der südlichen Tür (2012)

## Legende
Ein Ritter verirrte sich im Böhmerwald und gelobte eine Kapelle zu Ehren der Mutter Gottes zu errichten, falls er je wieder herausfinden würde. Sein Gebet wurde erhört und das Dickicht öffnete sich. Später ritt er dann wieder in den Böhmerwald, um sich über den Ort klar zu werden, wo er die Kapelle bauen sollte. Da verlor sein Pferd ein Hufeisen und war nicht mehr von der Stelle zu bringen. Der Ritter nahm dies für einen Wink Gottes und beschloss an dieser Stelle die Kapelle zu bauen. Über die Tür der bald darauf erbauten Kapelle wurde das Hufeisen genagelt.
Im 14. Jahrhundert wurde dann an Stelle der Kapelle die heutige Stadlerner Kirche erbaut, die nun das Hufeisen außen an ihrer südlichen Tür hat.

## Geschichte
Stadlern wird 1363 erstmals als Pfarrei genannt. Wahrscheinlich befand sich schon zu dieser Zeit in Stadlern eine Kirche, die vielleicht von Ottokar II. Přemysl bei einem Überfall im Jahre 1266 zerstört wurde.
Die heute vorhandene Kirche wurde um 1400 erbaut. Aus dieser Zeit ist der gotische Chor mit Kreuzrippengewölbe erhalten. 1431 nach der Niederlage des kaiserlichen Heeres bei Taus verwüsteten die Hussiten Stadlern und seine Kirche.
1526–1627 war Stadlern abwechselnd lutherisch und kalvinisch und die Bevölkerung musste je nach Obrigkeit fünfmal den Glauben wechseln. In dieser Zeit war die Stadlerner Kirche geschlossen. Die Wallfahrt kam jedoch trotzdem nicht zum Erliegen. Die mitgebrachten Opfergaben wurden von den Wallfahrern durch die zerbrochenen Fenster in die Kirche geworfen.
Unter Kurfürst Maximilian I. wurde Stadlern 1627/28 wieder katholisch. 1665 wird im Bistumsmatrikel Stadlern als Filiale von Schönsee mit der Kirche „Beatae Mariae Virginis“ erwähnt.
1768/69 wurde unterstützt vom Herrschaftsinhaber Friedrich Karl Karg von Bebenburg und der Rittmeistersgattin Ursula von Thiolar, geborene Portner von Theuern, zusammen mit der Bevölkerung eine Seelsorgerstelle geschaffen – ein Kuratbenefizium. Dies war bis 1980 besetzt.
Heute (2013) gehört Stadlern zur Pfarrei Schönsee und wird von dem dortigen Seelsorger mitbetreut. Zur Aufrechterhaltung der Gottesdienste in der Wallfahrtskirche halfen seit 1980 Ruhestandspfarrer, die in der Nähe wohnten:
- 1980–2006 Andreas Lesser (* 18. Mai 1937 in Weiding; † 22. September 2006 in Weiding[7])
- seit 2006 Michael Reitinger aus Stein

## Bauwerk

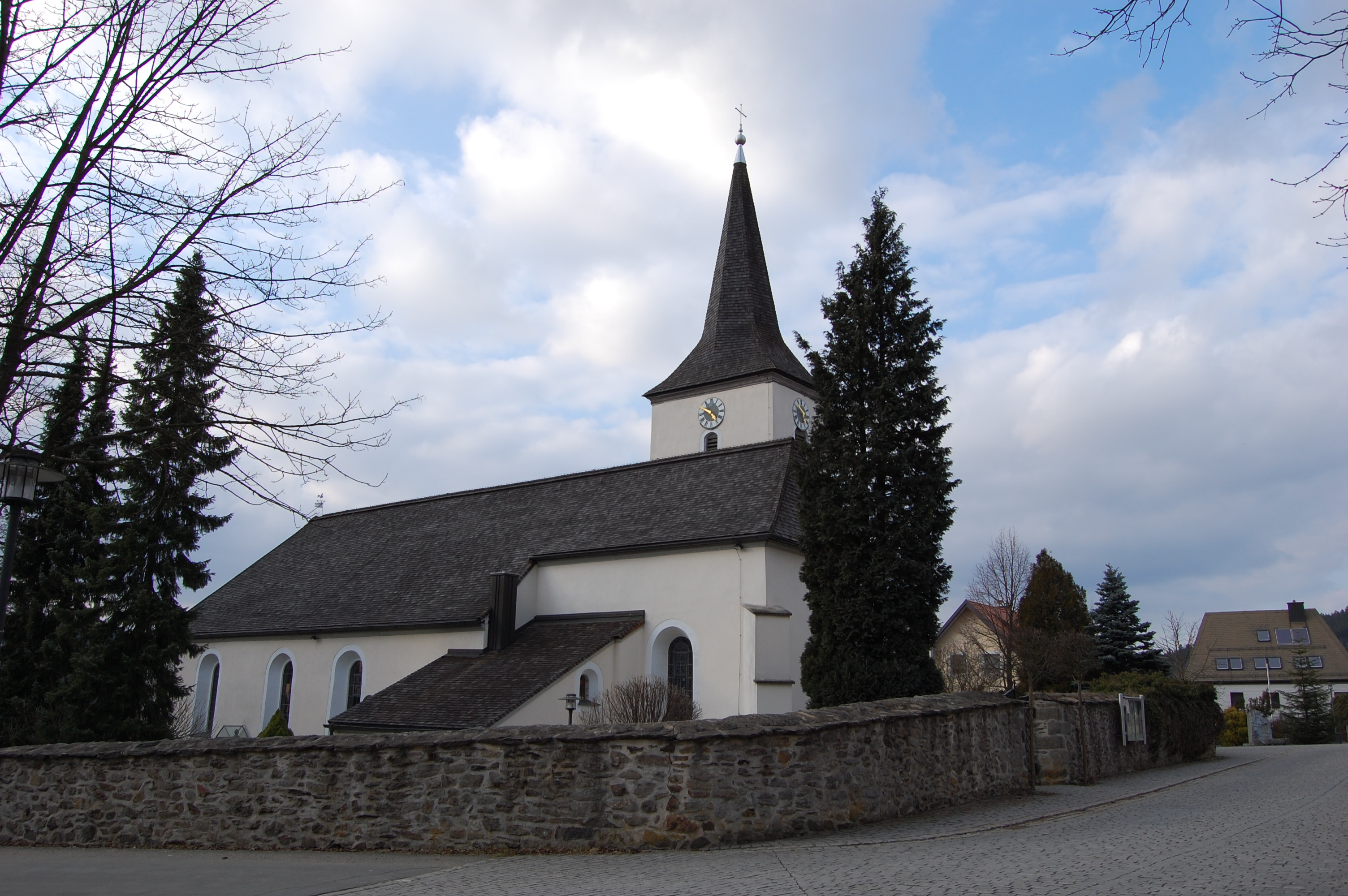

Der Chor ist in seiner originalen Bauweise fast vollständig erhalten. Er besteht aus zwei Kreuzrippengewölben auf profilierten Kragsteinen. Der Chorbogen war ursprünglich viel niedriger und wurde um 1900 zum heutigen Rundbogen erhöht.
Das Kirchenschiff entstand in der Barockzeit. Links vom südlichen Eingang befindet sich eine dreieinhalb Meter hohe Granitsäule aus der zweiten Hälfte des 17. Jahrhunderts. Sie stellt Christus in der Kelter dar.

## Innenausstattung
Zwischen 1700 und 1760 erhielt die Kirche eine wertvolle barocke Innenausstattung.
Der sechssäulige barocke Hochaltar enthält das Gnadenbild flankiert von den Aposteln Petrus und Paulus. Der linke Seitenaltar stellt den Erzengel Michael beim Kampf mit dem Drachen dar. Der rechte Seitenaltar zeigt den heiligen Sebastian.
Die Kirchenstuhlwangen und die Beichtstühle sind mit Rokoko-Schnitzereien geschmückt.

## Gnadenbild
Beim Gnadenbild von Stadlern handelt es sich um eine spätgotische Madonna aus Ton, entstanden um 1500.
In den bewegten Zeitläuften mit kriegerischen Überfällen, calivinistischem Bildersturm und verschiedentlichen Versuchen der Schönseer, die Statue für Schönsee zu rauben, blieb von der Tonstatue nur der Kopf erhalten, der restliche Körper und das Jesuskind wurden in der Barockzeit aus Holz geschnitzt.

## Wallfahrt
Es wird angenommen, dass die Wallfahrt nach Stadlern im 15. Jahrhundert begann, jedenfalls vor der Reformation. In einer Karte von 1626 ist Stadlern als „Städla zur Wallfahrt“ eingetragen und aus dem Jahre 1629 über die Wallfahrt zu „Unserer Lieben Frau Bildnis aus Erden gebrannt“ berichtet.
Heute (2012) pilgern viele Menschen nach Stadlern. Ein großes Fest ist der 15. August – Mariä Himmelfahrt – in Stadlern „Frauentag“ genannt. An diesem Tag kommen aus der Umgebung und auch von weiter her Pilgerzüge zu Fuß oder auch mit dem Auto nach Stadlern. Auf dem Kalvarienberg, gegenüber der Kirche wird ein feierlicher Gottesdienst unter freiem Himmel gehalten.

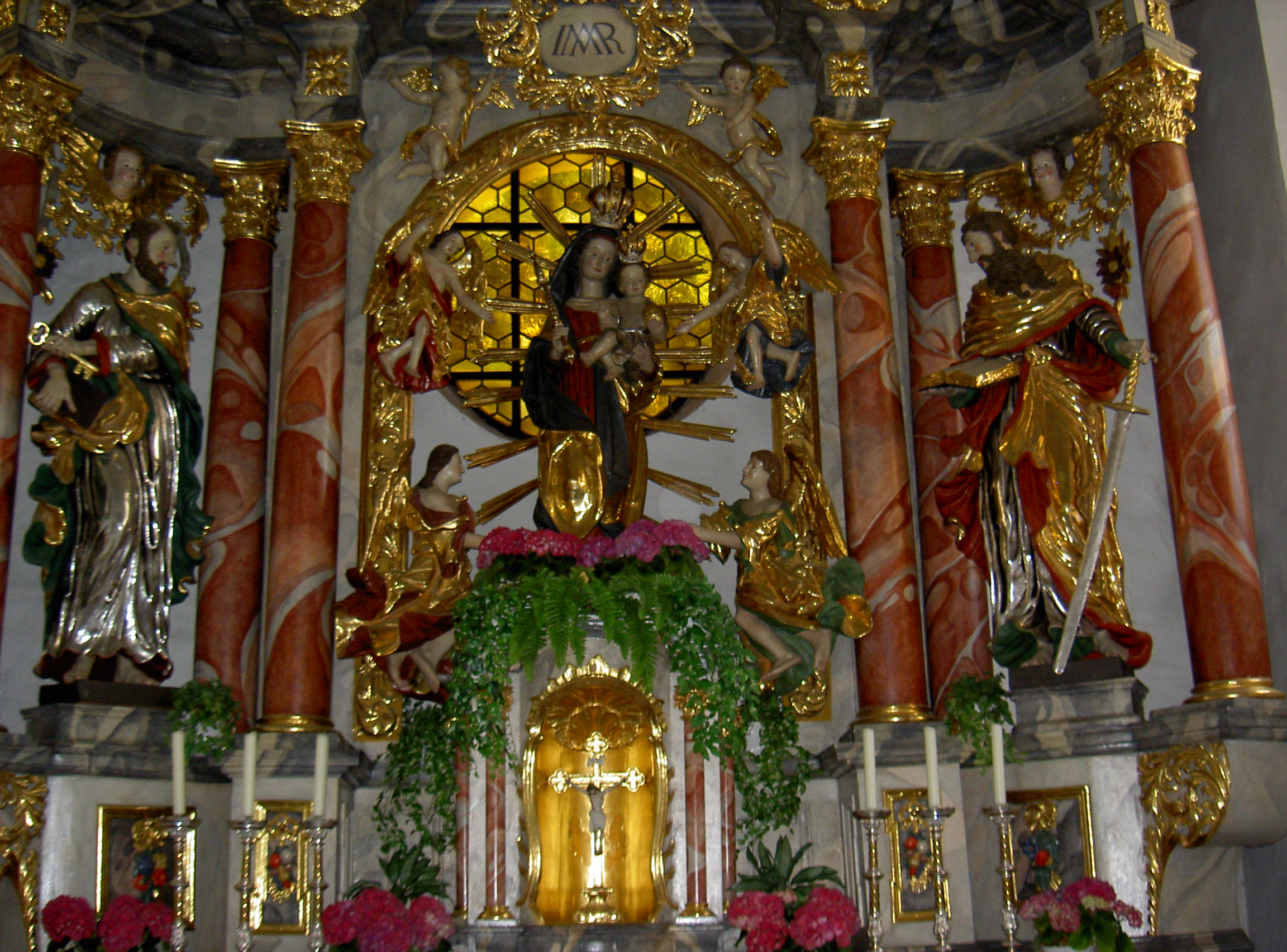
Stadlerner Kirche Hochaltar
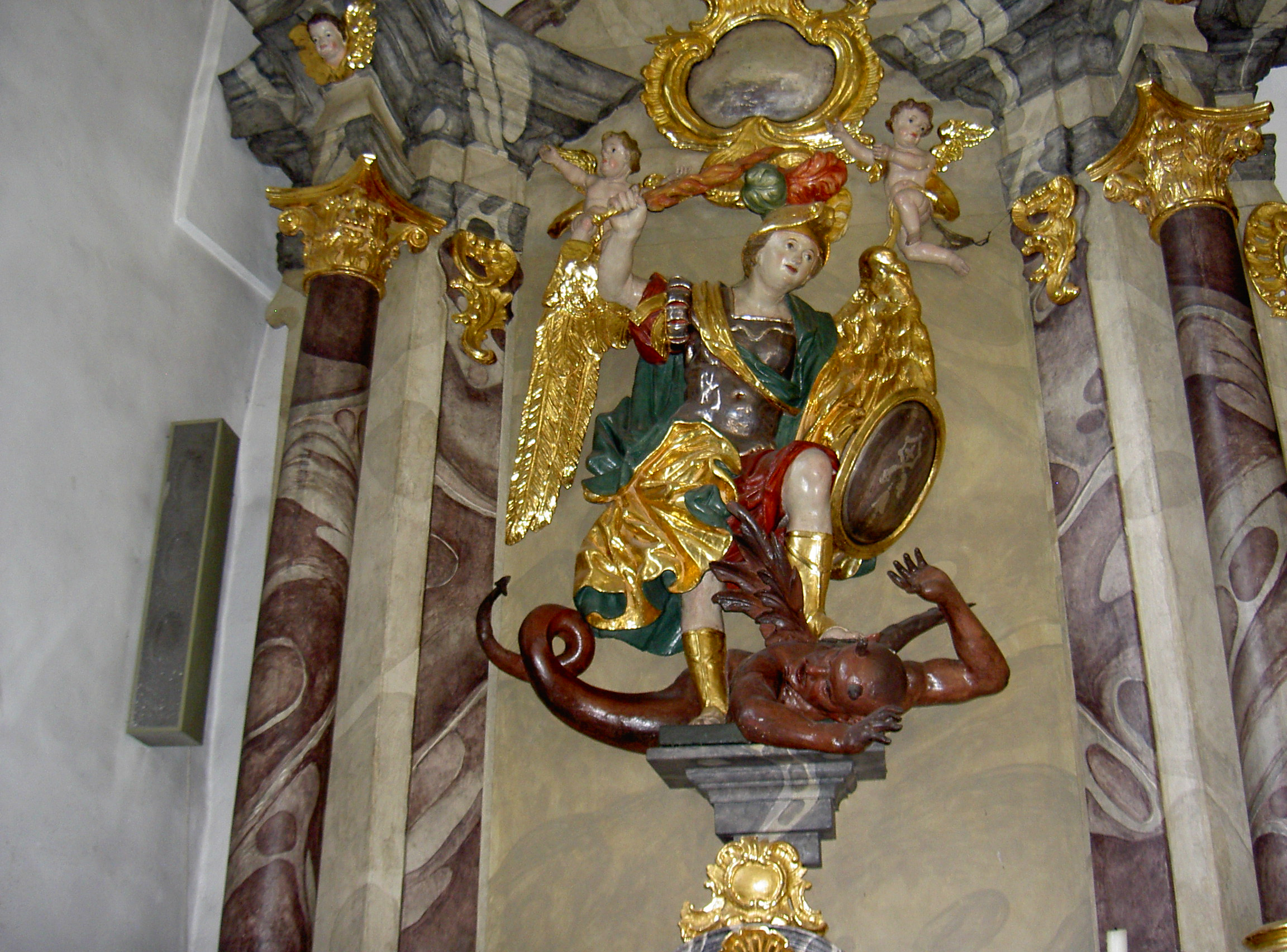
Stadlerner Kirche Erzengel Michael
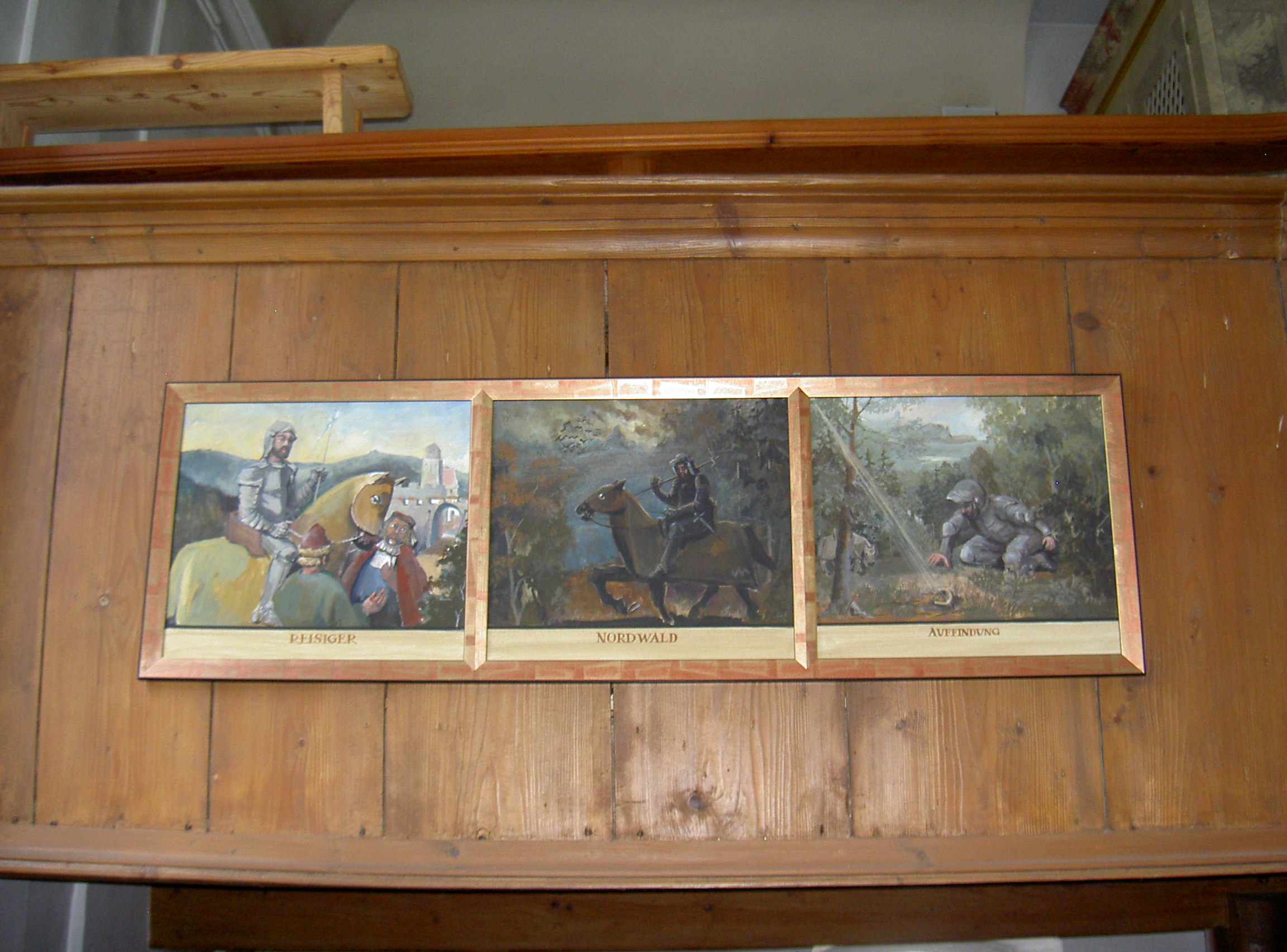
Stadlerner Kirche Entstehungslegende Teil 1
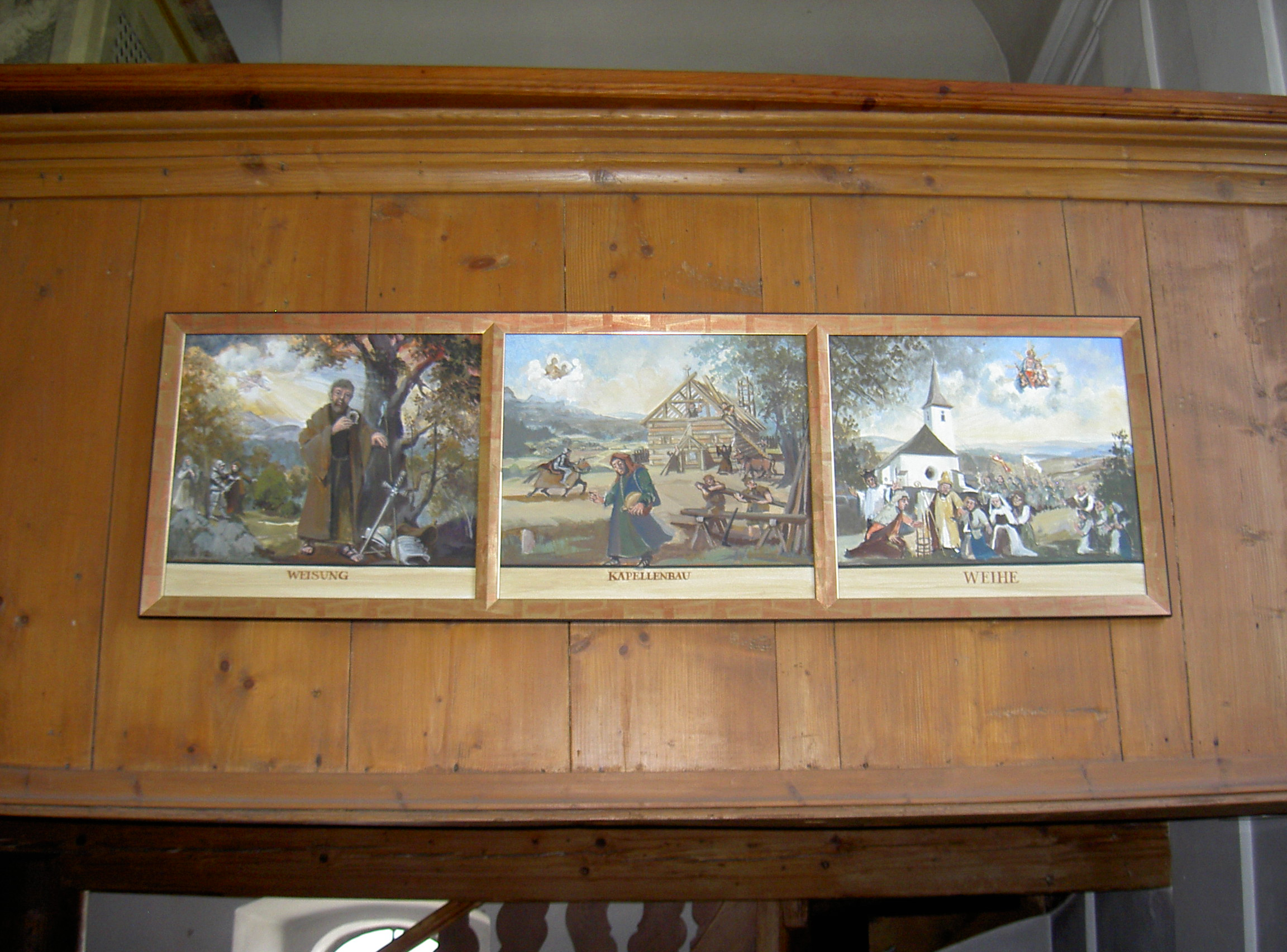
Stadlerner Kirche Entstehungslegende Teil 2
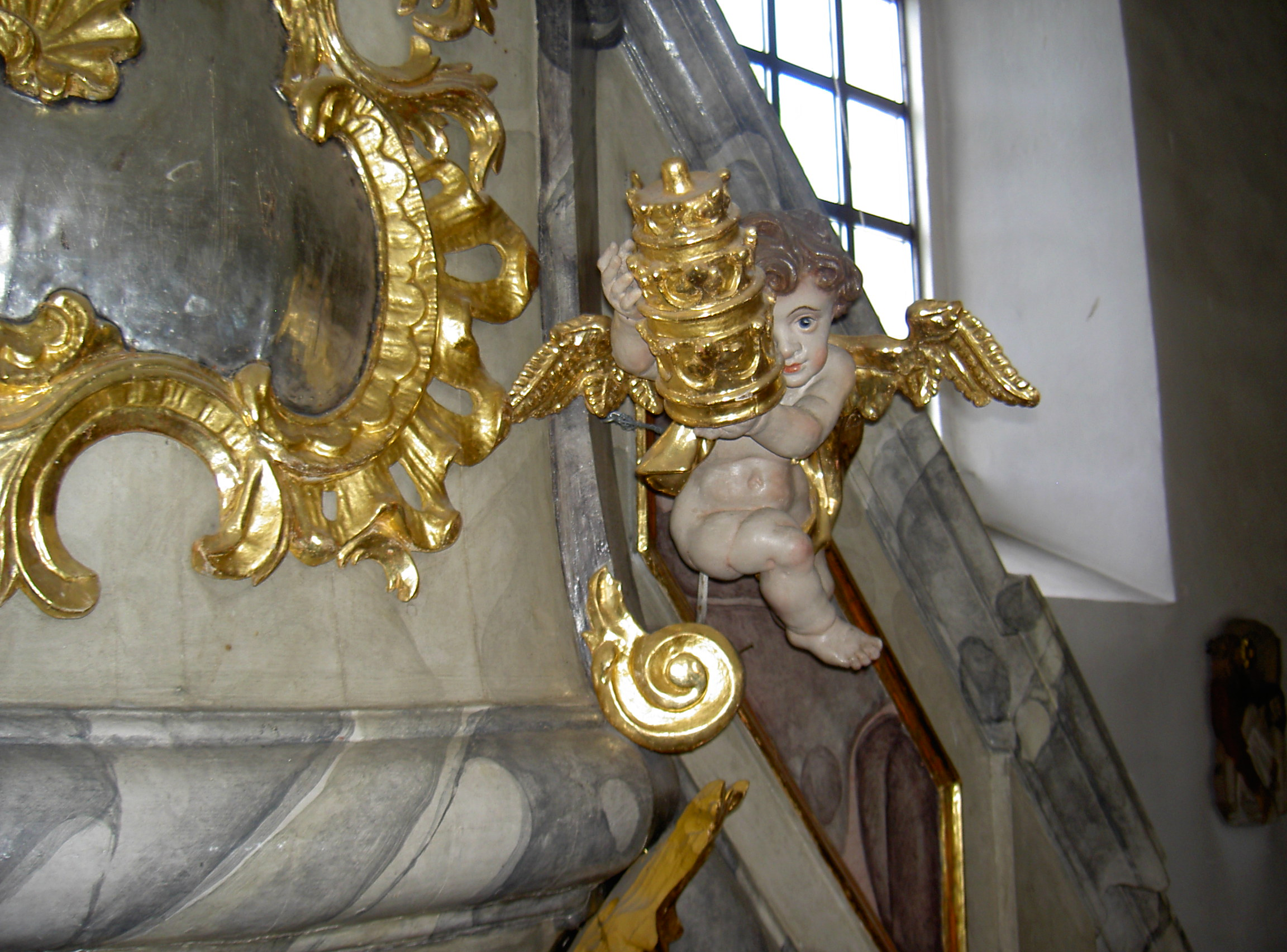
Stadlerner Kirche eines der Engelchen an der Kanzel
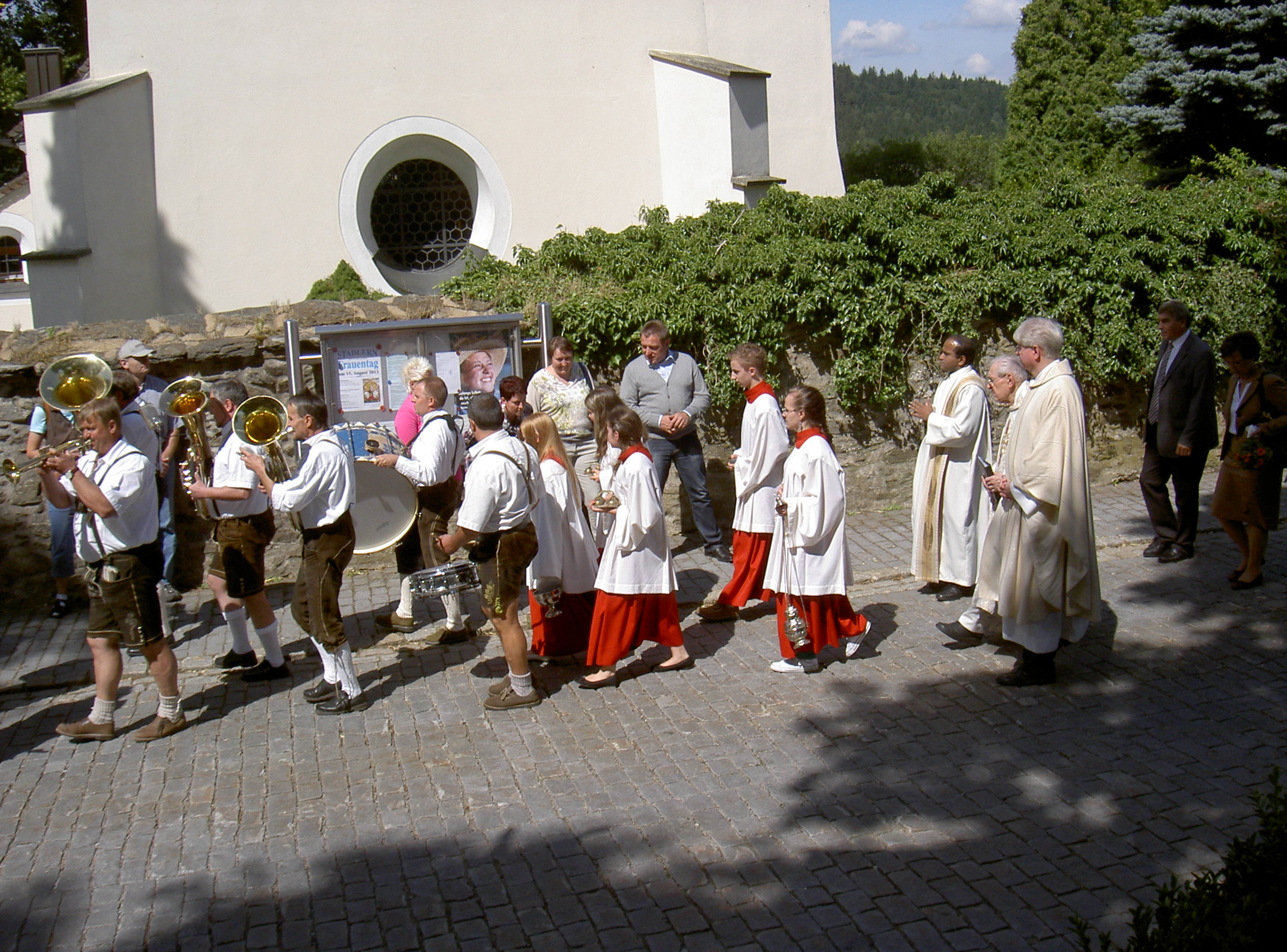
Wallfahrt am Frauentag, die drei Priester rechts im Bild sind v.re.n.li. Józef Stala aus Polen, Michael Reitinger aus Stein und Roy Mathew aus Indien